# Feudalisme
Feudalisme (af senlatin feudum, afledt af feuda, det vil sige len), betegner en samfundsordning med et stykke land, som ejes af herremænd, og som undergivne feodati = "vasaller" har brugsretten til under bestemte vilkår. Ordet feudum kom i brug i løbet af middelalderen, mens feudalisme som beskrivelse af en samfundsorden først blev skabt i det 17. århundrede. I dansk historisk litteratur kaldes feudalisme ofte for lensvæsen.
Dette system havde ikke en særlig betegnelse i middelalderen, og begrebet feudalisme opstod først senere for at beskrive en praksis, der ikke længere blev brugt. Feudalisme som begreb blev et almindeligt brugt historisk tema, ofte med en vis nedsættende klang. Den oprindelige snævre betydning af dette begreb var en beskrivelse af en samfundsform, hvor løfter om krigstjeneste blev udvekslet med jord i et hierarkisk system inden for samfundets elite. Siden er begrebet bl.a. blevet brugt af historikere og andre til at beskrive det middelalderlige samfund generelt.
I 1940 udgav den franske historiker, Marc Bloch, sin banebrydende bog: La société féodale, hvori han definerede feudalsamfundet på denne måde:
Det var karakteriseret ved en specialiseret krigerklasses dominans, en undertvunget bondestand, udbredt brug af lensforpagtning i stedet for løn, samt sociale bånd af beskyttelses- og tjenesterelationer, der knyttede mennesker sammen, foruden fragmenter af andre former for fællesskab såsom familie og stat. 

## Baggrund
I middelalderen var personlige forbindelser og troskabseder i praksis det eneste, der bandt et rige sammen. En konge ejede i teorien al jorden i sit kongerige, men magten over den lå i realiteten hos den lokale stormand, der selv boede der. I den tidlige middelalder og i højmiddelalderen var det umuligt for en centralmagt at kontrollere en hel stats territorium, ja den moderne betydning af ordet stat var helt ukendt i middelalderen, og kongemagten måtte derfor basere sin egen magt på relationer og alliancer med mænd, der kunne hjælpe ham lokalt. 
Da den romerske statsmagt brød sammen i Vesteuropa i årene omkring 400, efterlod den et magttomrum, der i første omgang blev fyldt ud af en række selvstændige stater, der blev regeret af germanske stammer, men hvis administration byggede på den gammelkendte romerske. Da det karolingiske rige langsomt mistede grebet, forsvandt den udøvende magt, der varetog den indre orden, og dels manglede der en militærmagt til at tage sig af forsvaret mod ydre fjender. Sådan en tilstand skaber urolige og utrygge tilstande for befolkningen. I den situation søger man beskyttelse hos lokale magthavere: krigsherrer, mafiabosser, efterladte hærenheder, eller hvad de nu kan være, og netop det gjorde sig gældende i Vesteuropa i den tidlige middelalder. Skatteopkrævning, infrastruktur, pengesystem og retssystem var brudt sammen, og alle kæmpede for at klare dagen og vejen på lokalt plan.
Omkring år 1000 i den nordlige del af Frankrig udviklede der sig et system, hvor kongen overlod brugsretten over jorden til en krigsherre, mod at denne indgik i en gensidig alliance og formelt anerkendte kongens overhøjhed. For at sikre deres egen kontrol mod den tildelte jord indgik disse kronvasaller igen lignende aftaler med andre krigsherrer. Resultatet blev, at et kongerige som det franske efterhånden blev splittet op i et mylder af små mere eller mindre selvstændige landområder, der efterhånden fik betegnelsen feudum. Dette system spredte sig hurtigt til det øvrige Europa i større eller mindre grad. 
I bund og grund var der tre elementer, som lå til grund for det feudale system: lensherre, vasal og len, og feudalismen skal forstås ved at se på disse tre begreber i sammenhæng. En lensherre var en adelig, som ejede land, og en vasal fik tildelt et stykke af lensherrens land som len, men som modydelse skulle vasallen gøre krigstjeneste for sin lensherre. De gensidige pligter og rettigheder mellem lensherre og vasaller danner grundlaget for feudalismen. Vasalaftaler, der lignede dem, der er kendt fra højmiddelalderen, kendes allerede fra Frankerriget, og systemet var udviklet gennem en sammensmeltning af romersk administration og germansk hirdvæsen.

## Lensherrer, vasaller og len
Troskabsbåndene mellem vasal og lensherre var den eneste struktur, der bandt samfundet sammen på et tidspunkt, hvor Europa politisk set var utroligt splittet, Michael Nordberg beskriver det således:
Feudalisme var en måde at organisere samfundet på og skabe nødtørftig orden i en tid, hvor der ikke eksisterede en egentlig statsmagt, ja, hvor begrebet ”stat” ikke fandtes. Systemet byggede på et indviklet og næsten kaotisk net af personlige bindinger, som blev bekræftet af livsvarige troskabseder.
Feudalismen opstod, da den gamle romerske statsadministration helt var forsvundet. Den nye samfundsform byggede på evnen til at beskytte og behovet for beskyttelse; kunne man stille med våben og udrustning, kunne man kræve beskyttelsespenge, men behøvede ikke selv at betale skat. De færreste bønder kunne gøre krigstjeneste, så de måtte betale den lokale herremand tiende mod til gengæld at stå under hans beskyttelse og retshåndhævelse. Herremanden kunne stille med sin egen lille hærenhed, og mod at stille tropper til rådighed og sværge lensherren troskab fik herremanden et stykke jord som len, og med det fulgte bønder, der kunne dyrke jorden og skabe et overskud til herremanden. Desuden fulgte pligten til retshåndhævelse og administration af lensherrens befalinger. På sin side måtte lensherren (greve eller hertug) sværge fyrsten troskab og forpligte sig til at stille med sine egne og de undergivne herremænds hærstyrker, når det blev krævet. Belønningen var at modtage grevskabet eller hertugdømmet som len fra fyrsten. Med det fulgte løftet om, at fyrsten ville beskytte lensmandens landområde med alle landets hærstyrker, og desuden retten til at kræve skat fra de undergivne og retten til at forvalte lenet.
Med tiden blev feudalsamfundet karakteriseret af et yderst komplekst netværk af personlige relationer, hvor begreberne lensherre og vasal efterhånden blev relative, hvor en lensherre kunne være vasal hos sin egen vasal, eller sin egen lensherre. Dette system byggede på personlige relationer og individuelle aftaler mellem ligemænd. Det var bygget på sædvaner, da der ikke fandtes nedskrevne love. Og aftalerne holdt kun så længe begge parter så en fordel i dem. Feudalsystemet skabte i hovedreglen rolige og velordnede forhold, men det åbnede også for en administrativ vilkårlighed, som tillod hensynsløse adelsmænd at udnytte og plage bønderne. Der var yderligere indbygget den svaghed i systemet, at fyrsten var afhængig af de tropper, som lensmændene kunne stille. Deres loyalitet svigtede ofte, og i flere tilfælde gjorde de sig helt uafhængige og fungerede reelt som statsmagt i deres len. I andre tilfælde lykkedes det fyrsten at fratage grever og hertuger deres len med henvisning til, at de ikke havde opfyldt krigspligten.
Et andet vigtigt element i middelalderens samfund var slægten. Den var også en destabiliserende faktor i feudalsystemet, da en vasal ofte ønskede, at det landområde, han selv kontrollerede, kunne blive en del af slægtens ejendom og derved gå i arv til efterkommerne. Mange stridigheder og krige havde rod i dette forhold.

### Lenssystemet
Før lensherren kunne tildele nogen et len, måtte den undergivne først blive lensherrens vasal. Det foregik ved en formel og symbolsk ceremoni, som bestod af to elementer: vasallens underkastelse under lensherren og vasallens troskabsed. Når ceremonien var gennemført, stod lensherre og vasal i et forhold med gensidige forpligtelser. Denne opsplitning af magten medførte en række administrative strukturer, der karakteriserede alle de områder, hvor systemet var i brug:
- Skatteopkrævningen skete lokalt og under lokal kontrol
- Alle områder af landet kunne forsvares ved hjælp af lensherrernes hærstyrker
- Lensområderne kunne forvaltes gennem lensherrerne
- Retshåndhævelsen kunne – for de fleste sagers vedkommende – ske lokalt

Fyrstens vigtigste pligt var at skænke vasallen et len med tilhørende indtægter. Dette var lensherrens vigtigste grund til at indgå i lensforholdet, men han havde også andre pligter overfor vasallen. En af dem var pligten til at vedligeholdet lenet, og desuden skulle lensherren forsvare lenet og vasallen mod ydre fjender, men vasallen skulle også være rådgiver for fyrsten i vigtige spørgsmål, som angik lensherrens lande.
Feudalismen havde lensforholdet som omdrejningspunkt. Det kom kun an på lensherrens rigdom, om lenet skulle være på størrelse med et enkelt landbrug, eller om det skulle bestå af langt større arealer. Lenets størrelse blev aftalt efter meget skiftende målestokke, og forholdet var ikke begrænset til den verdslige del af samfundet. Biskopper og abbeder kunne også optræde i rollen som lensherrer.
Kirkens folk (gejstligheden) havde deres eget rangsystem, som kun delvist var indføjet i det feudale hierarki. Bispedømmerne var ganske vist underlagt fyrsten, men i praksis gjorde bispernes loyalitet over for paven og kirkens egen retshåndhævelse dem til små stater i staten. Desuden stod byernes borgere helt uden for feudalsystemet. Det var skabt på et tidspunkt, da byerne var uden større betydning for statsmagten, og da borgerskabet senere fik øget økonomisk vægt, blev byerne underlagt fyrsterne direkte, dvs. uden om de lokale lensmænd.

## Feudalismen forsvinder
Feudalismen var begyndt som et kontraktligt forhold, hvor man byttede land mod militærtjeneste. Med tiden ophørte lensherrernes muligheder for at tildele vasaller nyt land, og da de efterhånden også måtte se i øjnene, at lenene blev arvelige i vasallens familie, ophørte feudalismen med at være den bærende magtstruktur. Ved udgangen af det 13. århundrede var Europa inde i en udvikling, der førte væk fra landbrugsbaseret naturalieøkonomi. Med de gentagne pestudbrud fra 1347 og frem kom feudalismen under yderligere pres. På den ene side var der mangel på bønder og dermed på indtægter fra lenene, og på den anden side efterspurgte adelen forbrugsgoder, som krævede betaling i penge. Vasallerne skulle tage sig af de fleste af de lokale, administrative og retlige problemer, og de kunne ikke forvente, at lensherren kom dem til hjælp, hver gang de havde brug for det. Omvendt var vasallerne uafhængige af hinanden og havde ingen interesse i at deltage i større fællesprojekter (krige f.eks.).
I længden opstod der strid om, hvor meget lensherrerne skyldte fyrsten, og den blev først løst, når han fik direkte magt over et større landområde, domænet, som kunne yde ham tropper og skatteindtægter uden om lensmændene. Ved slutningen af middelalderen forsøgte fyrsterne at komme fri af afhængigheden af de lunefulde vasaller. I takt med stigningen i indtægterne fra byerne lejede fyrsterne deres egne hære og skabte med tiden stående hære som var helt uafhængige af adelen. Det feudale system ophørte med at eksistere, enten når fyrsten tiltog sig enevældig magt, eller når lensmændene i fællesskab med herremænd, borgere og gejstlighed fik gennemtvunget, at det var deres repræsentanter i parlamentet, der havde den lovgivende magt og retten til at udskrive skatter.

## Eksempler på feudalisme

### Hundredårskrigen
En medvirkende årsag til Hundredårskrigen var, at den engelske konge var den franske konges vasal i en del områder af det vestlige Frankrig og samtidig gjorde krav på den franske trone.

### Valdemar Sejr
Under Valdemar Sejr (1170-1241) udfoldedes to diametralt modsatrettede virkeliggørelser af det ideal, som lå bag herre-vasalforholdet. Under Valdemars erobringskrige i Nordtyskland blev grevskabet Schwerin et len under Danmark, og grev Henrik af Schwerin blev dermed Valdemars vasal. Det så han imidlertid stort på og tog i stedet sin lensherre og Danmarks tronfølger til fange under en jagt på Lyø i 1223. Først i 1225 lykkedes det at få kongen frikøbt, men det kostede dyrt i både penge og territorium.
Da landet dermed var kongeløst, blev Valdemars nevø, Albert af Orlamünde, som var kongens vasal i Holsten, udnævnt til at være statholder. I denne egenskab forsøgte han dels at forhandle sig til en frigivelse af kongen og prinsen og dels at nedkæmpe den oprørske Henrik af Schwerin. Under slaget ved Mölln i 1225 blev han dog selv taget til fange. I betingelserne ved Valdemars frigivelse blev det bl.a. fastslået, at Albert skulle fratages grevskabet Holsten, og at Valdemar ikke måtte gøre forsøg på at befri ham. Efter slaget ved Bornhöved i 1227 stod det klart, at Danmark måtte opgive lenene i Nordtyskland, og det gav mulighed for, at Albert kunne slippe fri. I stedet for sit tabte len fik han lenet Als.

### Slesvig og Holsten
Hertugdømmet Holsten var et len under Det tysk-romerske rige, men hertugdømmet Slesvig var et len under den danske krone. Sønderjylland var oprindelig del af det danske rige, derefter et jarldømme (et særligt grænseområde under en jarl, en slags guvernør), der senere fik titel af hertugdømme og navn efter residensbyen Slesvig. Den danske konge var som hertug af Holsten vasal under den tysk-romerske kejser, men samtidig også – som hertug af Slesvig – vasal under den danske konge (altså sig selv). Sådan et system var ikke usædvanligt i middelalderen, og det gav først problemer, da den slesvig-holstenske hertug efterhånden fik vasaller, som havde len i begge hertugdømmer.
Christian I fra den nordtyske Oldenburg-slægt var i 1448 blevet valgt til konge af Danmark. I 1459 døde hans morbror, hertug Adolf 1. af Slesvig, barnløs. Slesvig var nu uden hertug. Det havde længe været danske kongers politik at hente de slesvigske områder tilbage til riget. Det lykkedes Christian I at få den slesvig-holstenske adel til at vælge ham som hertug i 1460.
På dette møde i Ribe udfærdigede man Ribebrevet, en håndfæstning, som blandt andet bekræftede nogle af ridderskabets rettigheder. Sætningen ewich tosamende ungedelt ("evig sammen udelt") blev mange år senere, i 1800-tallet, brugt som et slagord i den nationale propaganda. Sætningen blev nu udlagt fra tysk side som en garanti for at de to hertugdømmer ikke måtte adskilles. De fleste moderne historikere er enige om at denne tolkning var en myte, og at betydningen var en anden – et gensidigt løfte om indre fred og enighed under én overherre.